# Irena Przewłocka
Irena Przewłocka (ur. 28 sierpnia 1911 w Hanaczówce, zm. 1991) – polska pisarka.

## Życiorys
Ukończyła polonistykę na Wydziale Humanistycznym Uniwersytetu Jana Kazimierza we Lwowie. W 1936 uzyskała stopień naukowy doktora za rozprawę Tragizm Żeromskiego. W latach 1939–1944 przebywała w Warszawie, a od 1945 mieszkała na Pomorzu. Debiutowała w 1946 na łamach czasopisma „Wiatr od Morza” jako reportażystka.
W 1955 została odznaczona Medalem 10-lecia Polski Ludowej. Pochowana na cmentarzu komunalnym w Sopocie (kwatera C1-11-1).

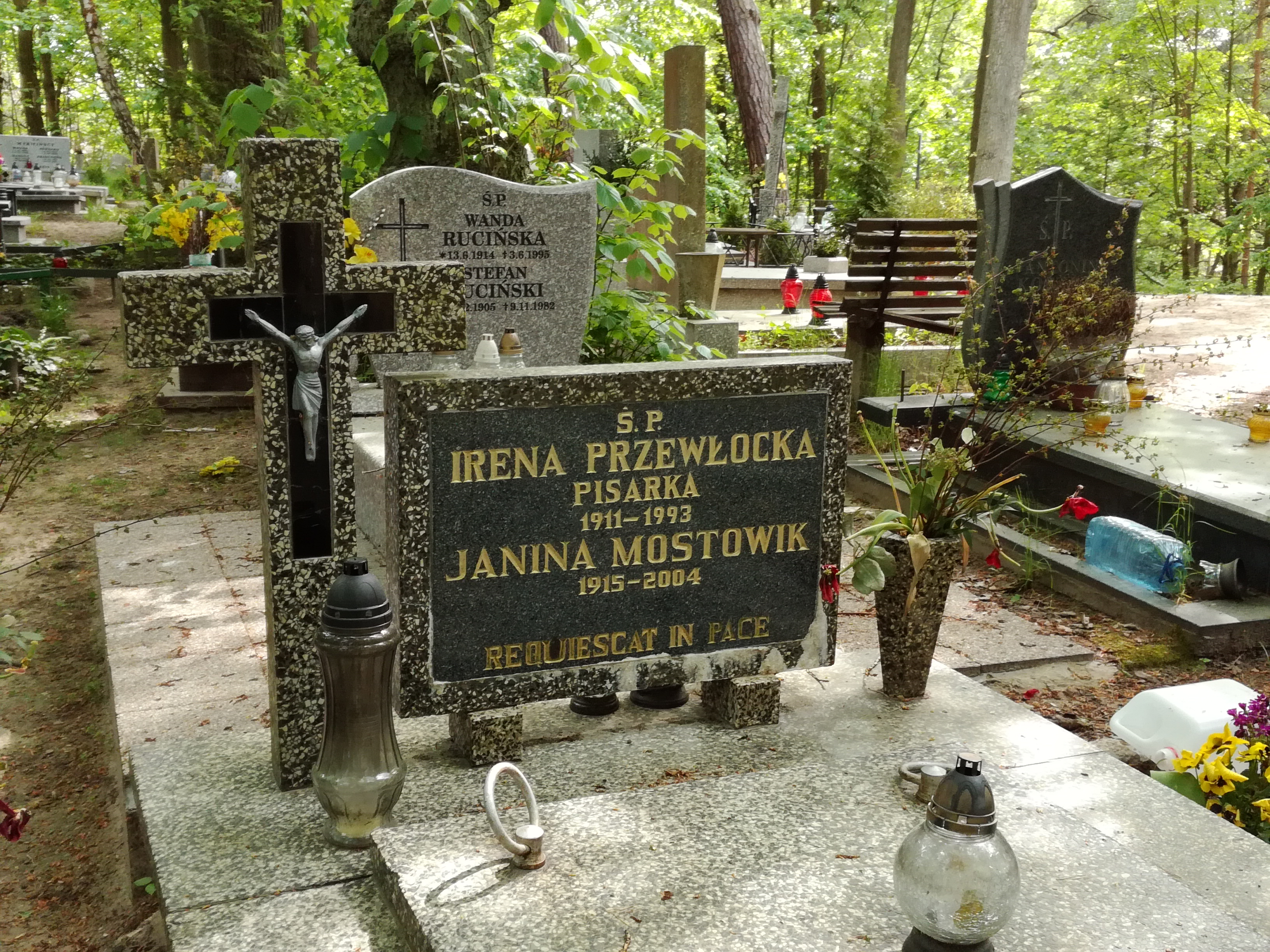
Grób Ireny Przewłockiej na cmentarzu komunalnym w Sopocie

## Twórczość
- Miasto w ogniu
- Światło na maszcie
- Z którego paragrafu?
- Złoty Jack
- Błędne ognie na Ukajali
- Szlak wielkiej przygody
- Dom ze szkła
- Czciciele Kojota i Kruka
- Baśnie indiańskie
- Dziecko diabła
- Zerwane pieczęcie
- Niewidoczne ślady
- W sercu kanadyjskiej puszczy